# Calvin Klein (Unternehmen)
Calvin Klein Inc. ist ein US-amerikanisches Modeunternehmen mit Sitz in New York City, das seine Produkte unter dem gleichnamigen Modelabel vertreibt. Es wurde in den 1980er Jahren durch seine Designer-Unterwäsche und Denim-Kollektionen bekannt. Seither hat es sein Sortiment auf Konfektionskleidung für alle Geschlechter und Altersgruppen sowie auf Lederwaren, Lifestyle-Accessoires und Schuhe, Einrichtungsgegenstände, Parfüms/Kosmetik, Brillen, Schmuck und Uhren erweitert.
Das Unternehmen wurde 1968 von dem Modedesigner Calvin Klein und seinem Jugendfreund Barry K. Schwartz gegründet und 2003 von der PVH Corp. übernommen.

## Geschichte

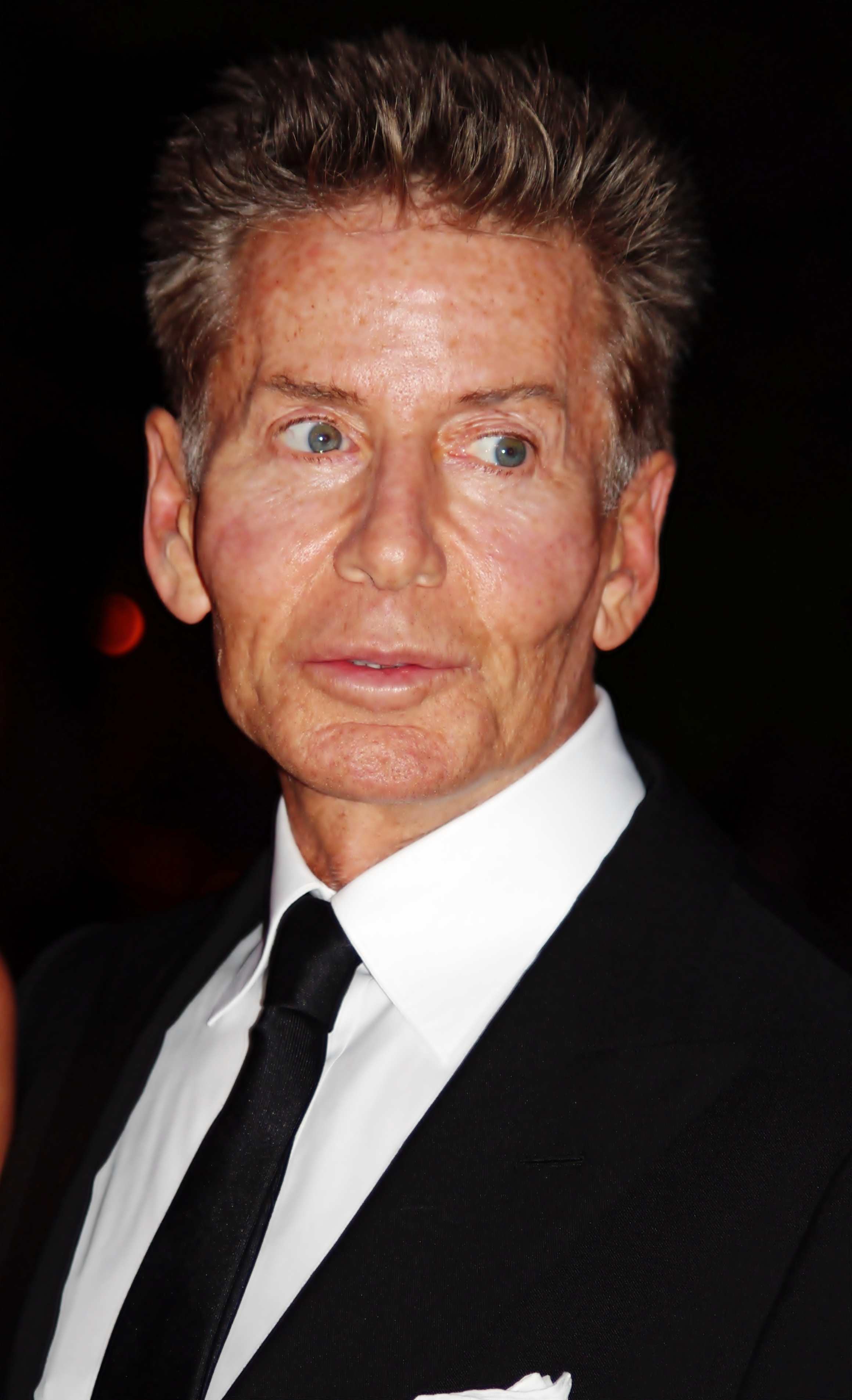
Calvin Klein im Jahre 2011.

Bereits ab Ende der 1970er-Jahre begann Klein Lizenzen für diverse Produkte zu vergeben, wie Parfüms (heute hergestellt von Coty Inc.), Accessoires und seit den 1990er-Jahren auch Uhren (lizenziert an die Swatch Group) und Brillen unter dem Markennamen Calvin Klein an andere Hersteller.
Ab den späten 1970er Jahren wurde Calvin Klein mit seiner Jeansbekleidung und den damit verbundenen teils gewagten Anzeigenkampagnen international bekannt – für die unter anderem 1980 Brooke Shields im Teenager-Alter als Model posierte. Klein wird die Erfindung der Designer-Jeans für den Massenmarkt zugeschrieben. Die erste Jeans mit Calvin Klein Logo hatte er 1978 präsentiert.
1982 wurde die Division Calvin Klein Underwear für Unterwäsche gegründet. Klein gilt als Pionier der hochpreisigen Designer-Unterwäsche. Anfang der 1990er Jahre war Mark Wahlberg, damals unter seinem Künstlernamen Marky Mark, Model beziehungsweise Fotomotiv bei einer großen, von Herb Ritts fotografierten Werbekampagne für Calvin-Klein-Unterwäsche. Auch das Model Kate Moss zierte bereits 1992 die Werbeplakate für seine Jeans-, Unterwäsche- und Parfüm-Sparten. Zeitweise traten Wahlberg und Moss gemeinsam in Werbespots für Calvin Klein Underwear auf.
2002 verkaufte Klein sein Unternehmen für etwa 700 Millionen US-Dollar an die Phillips-Van Heusen Corporation (PVH), einen amerikanischen Hemdenhersteller. Seit Abschluss des Verkaufs, der mit finanzieller Unterstützung von Apax Partners im Jahr 2003 vollzogen wurde, ist Klein nicht mehr für das Design der Modekollektionen verantwortlich. Der Kaufvertrag sah vor, dass Klein bis 2017 als Berater bei PVH angestellt blieb.

## Produkte

### Mode und Accessoires
- CK Calvin Klein (zwischen 2013 und 2017: Calvin Klein Platinum Label)
vor 2013: cK Calvin Klein,[7] ursprünglich als preisgünstigere Zweitlinie konzipiert, 2003 als mittelpreisige Brückenkollektion in Asien und 2005 in Europa wiedereingeführt. Über 200 Geschäfte in Italien, Südosteuropa, Moskau, Istanbul, Australien und vor allem Asien.
- Calvin Klein (White Label)
ursprünglich Nordamerika vorbehaltene Sportswearkollektion im unteren Mittelpreissegment mit eigenen Geschäften, Outlets und einem Online-Shop in den USA. Seit Mitte der 2010er Jahre verstärkt auch international erhältlich. Ehemalige Sub-Marken Calvin Klein Golf (2007–2017) und Calvin Klein Sport (exklusiv für Macy’s 2007–2017).
- Calvin Klein Performance
2008 in den USA eingeführte Fitness-Kollektion, 2018 weltweit neu aufgelegt
- Calvin Klein Jeans
1977 eingeführte, denim-basierte, jugendliche Sportswear mit eigenen Geschäften; preislich wie bzw. etwas unter White Label angesetzt.
- Calvin Klein Underwear
Unterwäsche; eigene Geschäfte weltweit.

Ehemalige Kollektionen:
- Calvin Klein by appointment (von April 2017 bis Frühjahr 2019)
von Raf Simons lancierte, im Atelier in Manhattan (205 West 39th Street) individuell angepasste und handgefertigte Designermode im obersten Preissegment
- Calvin Klein 205W39NYC (bis 2017: Calvin Klein Collection; im Frühjahr 2019 eingestellt)
hochpreisige Laufstegkollektionen für die Modenschauen in New York (Damen) und Mailand (Herren). Ehemalige Boutiquen in New York, Shanghai, Katar und Paris (ab 2018) sowie zuvor in Singapur und Dubai.

Alle aufgeführten Marken werden jeweils für Damen und Herren angeboten. Für Calvin Klein (White Label) und Calvin Klein Jeans besteht in Nordamerika zudem je eine Kinderkollektion.
Calvin Klein Collection wurde bis 2003 unter Kleins Leitung in New York entworfen und in Italien gefertigt. Unter PVH wurde die Modelinie als Lizenz bis 2008 an italienische Bekleidungshersteller (Vestimenta, Fingen) vergeben und wird seither wieder in New York unter eigener Regie gestaltet, siehe Abschnitt „Designer“. 1994 vergab Klein die Lizenzrechte für die CK-Unterwäsche an das New Yorker Bekleidungsunternehmen Warnaco Group. Warnaco erlangte 1997 durch eine Unternehmensübernahme die Lizenz für die Calvin Klein Jeans Kollektionen und schließlich auch für die Kinderkollektionen.
Ab Ende der 1990er Jahre kontrollierte Warnaco in Lizenz auch die Calvin Klein (White Label) Kollektionen und mit Ausnahme der Calvin Klein Collection Boutiquen auch die stationären Calvin Klein Ladengeschäfte (zum Stand 2010 über 1000 Ladengeschäfte weltweit.). Im Februar 2013 gab PVH bekannt, dass das Unternehmen die Firma Warnaco aufgekauft habe. Damit fallen alle ursprünglich an Warnaco vergebenen Lizenzen zurück an PVH.
In Deutschland gab es für die in Europa bis 2013 an das New Yorker Bekleidungsunternehmen Warnaco Group lizenzierten Marken cK Calvin Klein, Calvin Klein Jeans und Calvin Klein Underwear an den Standorten Berlin, Düsseldorf, Oberhausen, Hamburg, Köln, Frankfurt und München eigene Geschäfte.

#### Home Collection
Mit der Lizenz-Kollektion Calvin Klein Home werden Bereiche rund um das Thema 'Heim & Wohnen' abgedeckt. Die Kollektion umfasst Bettwäsche, Handtücher, Tischwäsche, Geschirr, Accessoires, Teppiche, Möbel etc.

#### Parfüm und Kosmetik
In Zusammenarbeit mit dem Kosmetikkonzern Coty Inc. (bis 2005 mit Unilever) werden unter dem Namen Calvin Klein zahlreiche Düfte, Makeup- und Pflegeprodukte angeboten. Bereits 1978 hatte Calvin Klein sein erstes Damenparfüm unter seinem Namen lanciert und 1981 einen Herrenduft namens Calvin auf den Markt gebracht (beide nicht mehr erhältlich). Durch intensive Werbekampagnen mit bekannten Models trägt die Duftsparte in beträchtlichem Maße zum Bekanntheitsgrad des Hauses Calvin Klein bei.
Zu den unzähligen Calvin-Klein-Düften, für Damen und Herren oder auch als Unisex-Duft erhältlich und zum Teil in zahlreichen Varianten und Neuauflagen auf den Markt gebracht, zählen unter anderem Obsession (seit 1985/1986), Eternity (seit 1988/1989), Escape (1991/1993), ck ONE (1994), ck BE (1996), Contradiction (1997/1999), Truth (2000/2002), Euphoria (2005/2006), Calvin Klein Man (2007), ckIN2U (2007), ck Free (2009), Beauty (2010), Encounter (2012), Downtown (2013), Reveal (2014), Obsessed (2017), Calvin Klein Women (2018) etc.
Im Bereich dekorative Kosmetik hatte Calvin Klein mehrere erfolglose Anläufe genommen, so zuletzt mit der 2012 lancierten, kurzlebigen Makeup-Linie CK One Color.

## Designer

### Calvin Klein und direkte Nachfolger
Von 1968 bis 2003 stand Calvin Klein selbst seinem Unternehmen als Kreativdirektor vor, auch wenn ihm in den letzten Jahren vor seinem Ausscheiden zahlreiche Designer in seinem Team zuarbeiteten. Der Designer für die Damenkollektion Calvin Klein Collection war ab 2003 der Brasilianer Francisco Costa, der 2002 ins Unternehmen eintrat. Sein Vorgänger von 1996 bis 2002 war Tim Gardner. Die Herrenkollektion Calvin Klein Collection wurde ab 2003 von dem Italiener Italo Zucchelli kreiert, der seit 2001 im Unternehmen beschäftigt war. Der Brite Kevin Carrigan, seit 1998 für Calvin Klein tätig, war der Kreativchef für die ck Calvin Klein und Calvin Klein Sportswear-Kollektionen sowie die Lizenz-Kollektion Calvin Klein Jeans.
Accessoires und Schuhe aller Calvin Klein Marken werden bis heute von dem Deutschen Ulrich Grimm designt. Alle vier Designer haben bereits für das Unternehmen gearbeitet, als Calvin Klein noch persönlich Kreativchef des Hauses war und in den Jahren vor seinem Ausscheiden einem Team von Designern vorstand. Für das Design-Team um die Calvin Klein Home Kollektionen zeichnet Amy Mellen verantwortlich. Beim New Yorker Bekleidungsunternehmen Warnaco Group leitet David Cunningham seit 2009 das Design der Calvin Klein Jeans Kollektion.

### Raf Simons
Im April 2016 kündigte PVH an, dass alle Marken von Calvin Klein im Rahmen einer neuen strategischen Ausrichtung der Marke künftig von einem einzigen Kreativdirektor geleitet werden sollen, der bis Ende 2016 benannt werde. Die Designer Costa, Zucchelli und Carrigan verließen daraufhin das Unternehmen. Anfang August 2016 bestätigte PVH den belgischen Designer Raf Simons als Chief Creative Officer mit Gesamtverantwortung für alle Marken des Hauses Calvin Klein in New York.
Das Jahresgehalt lag bei 18 Millionen Dollar. Simons, zuvor Kreativchef der Damensparte bei Dior, brachte seinen Dior-Studiomanager und Langzeit-Mitarbeiter, Pieter Mulier, mit, der zum Kreativdirektor von Calvin Klein ernannt wurde. Die ersten Entwürfe von Simons für Calvin Klein wurden im Frühjahr 2017 präsentiert und von der Presse hoch gelobt.

Peter Saville gestaltete das von Raf Simons eingeführte Firmenlogo (2017–2020)

Simons ließ den Unternehmensschriftzug durch den Grafikdesigner Peter Saville umgestalten, benannte die Laufsteg-Linie des Hauses, Calvin Klein Collection, um in 205W39NYC (nach der Postadresse der Firmenzentrale), wechselte die Design-Teams aus, besetzte strategische Posten mit eigenen Vertrauten und veränderte das komplette Image der Marke Calvin Klein durch hoch-künstlerische Entwürfe und futuristische Marketingkampagnen. Simons entfernte sich zudem von der klaren, minimalistischen, makellos eleganten Ästhetik des Firmengründers sowie seiner Designer-Nachfolger und widmete sich in seinen Laufsteg-Präsentationen und Werbekampagnen mit androgynen Models den dunklen Seiten von Americana, der Cowboy-Kultur, Einwanderer-Erfahrungen, Horror-Filmen und apokalyptischen Szenarien.
Im Frühjahr 2018 stellte PVH eine ehemalige L’Oréal-Managerin als neue Marketing-Direktorin bei Calvin Klein ein, die nicht Simons’ unterstellt war. Im September 2018 beschnitt PVH die Verantwortlichkeiten von Simons. Mitte November 2018 beschuldigten Simons’ Anwälte PVH des Vertragsbruchs und setzten dem Unternehmen eine 30-Tagefrist.
Ende November 2018 kritisierte der CEO von PVH, Emanuel Chirico, öffentlich die abgehobenen Entwürfe der Laufsteg- und der Jeans-Kollektionen sowie ausgebliebene Umsatzerwartungen bei Calvin Klein nach Investitionen von um die 70 Millionen Dollar und kündigte einen Imagewechsel bzw. eine Kurskorrektur sowie die Streichung zahlreicher geplanter Projekte aus Kostengründen an. PVH soll Simons im Herbst 2018 einen neuen Arbeitsvertrag mit beschränkten Zuständigkeiten angeboten haben, den jener ablehnte. Calvin Klein Inc. gab schließlich im Dezember 2018, nach Ablauf der 30-Tagefrist, bekannt, dass sich das Unternehmen von Simons trenne, nachdem die Firmenstrategie nicht länger mit der Vision des Kreativdirektors zusammenpasse.
Auch wenn das Medieninteresse an der Marke Calvin Klein nach Simons’ Ernennung massiv zugenommen hatte, Simons zahlreiche Preise für seine künstlerischen Entwürfe, die vom Fachpublikum hoch gelobt wurden, eingeheimst hatte (u. a. CFDA Damenmode-Preis 2017 und 2018, Herrenmode-Preis 2017) und die Verkaufspunkte für die Laufsteg-Kollektion sich nach Simons erster Mode-Präsentation verzehnfacht hatten, blieben die erhofften Umsatzzahlen letztendlich aus, und die Kosten für PVH stiegen weiter an.
„Nach nur vier Kollektionen endete eine Zusammenarbeit, die im Nachhinein als eines der großen gestalterischen Experimente der Gegenwart gewürdigt werden muss“, schrieb die Süddeutsche Zeitung. Kritischere Stimmen monierten Simons’ mangelnde Erfahrung mit Modefirmen wie Calvin Klein, die hauptsächlich im Großhandelsgeschäft für den Massenmarkt tätig sind, und die Tatsache, dass ihm zu viel Verantwortung übertragen worden sei. Zudem bliebe Simons für den durchschnittlichen Endverbraucher ein Unbekannter.
Im Bereich Parfüm, Jeans und Unterwäsche – Haupteinnahmequellen der Marke Calvin Klein – habe Simons keine nennenswerten Erfolge verzeichnen, geschweige denn im Accessoire-Geschäft eine umsatzträchtige It-Bag lancieren können. Simons’ Künstler-Kollaborationen, unter anderem mit Sterling Ruby und der Andy Warhol Foundation, waren kostspielige Projekte für PVH.

### Nach Raf Simons
PVH gab 2019 bekannt, den Collection-Flagshipstore auf der New Yorker Madison Avenue zu schließen und die komplette Linie permanent einzustellen. Ende März 2019 beschrieb Chirico steigende Umsatzzahlen bei der Marke Calvin Klein nach Simons’ Abgang.
Zum 9. Dezember 2020 begann Jessica Lomax, als Global Head of Design für Calvin Klein zu arbeiten. In dieser neu geschaffenen Rolle ersetzte sie die bisherige kreative Leitung.